# G
G, g er det syvende bogstav i det latinske alfabet.  Det er en konsonant. Bogstavet kommer før H og efter F. 

## Andre betydninger
Tegnet G har mange betydninger.
- Romertal for 400.
- I musikken 5. tone i den diatoniske C-dur skala (G (tone)).
- g er forkortelse for SI-masseenheden gram.
- G er forkortelse for SI-præfikset giga og angiver at tallet skal ganges med 109.
- G er enheden for gravitation (tyngdekraft).
  - G er den universelle gravitationskonstant.
  - g er en enhed for normal-tyngdeaccelerationen 1 g ca.= 9,82 m/s^2.
- Var/er partibogstavet for De Grønne.